# Adolph von Randow

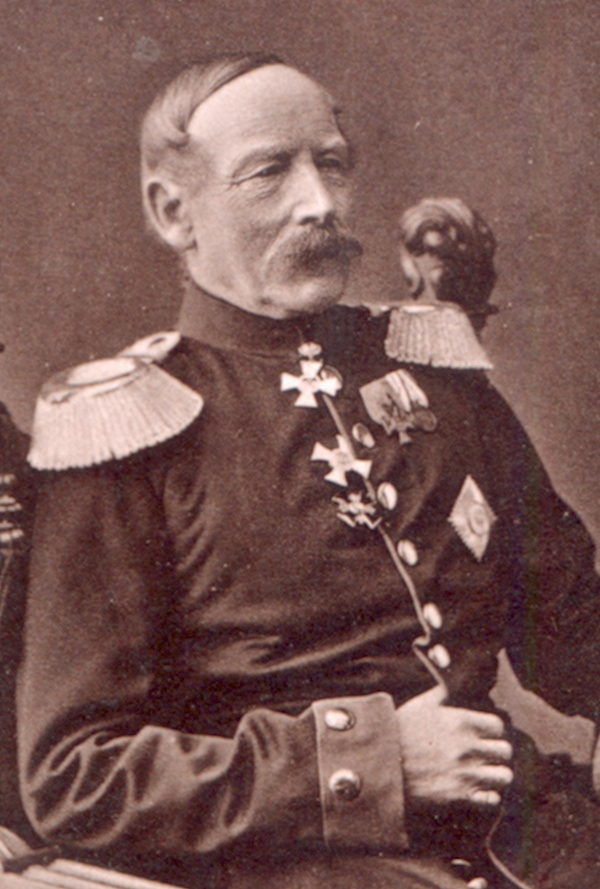
Adolph von Randow

Carl Wilhelm Adolph von Randow (* 6. Januar 1801 in Albersloh; † 13. Januar 1891 in Potsdam) war ein preußischer Offizier, zuletzt Generalleutnant sowie Direktor des Großen Militärwaisenhauses.

## Leben
Adolph entstammte dem Adelsgeschlecht derer von Randow. Nach dem frühen Verlust der Eltern wurde er ab 1815 im Berliner Kadettenhaus erzogen, womit der Grundstein für eine lange militärische Karriere gelegt wurde. Mit 18 Jahren war er Secondeleutnant und wurde 1819 dem 1. Garde-Regiment zu Fuß zugeteilt, dessen Uniform Randow 51 Jahre lang getragen hat.
Randow war sein Leben lang eng befreundet mit dem fast gleichaltrigen Helmuth Graf von Moltke, dem späteren preußischen Generalfeldmarschall, den er in seiner frühen Dienstzeit im Topographischen Büro kennengelernt hatte.
Er heiratete am 6. Juni 1840 die 26-jährige Malwine, Tochter des Generalmajors und Kommandanten des Berliner Invalidenhauses Jacob Bogislaw von Puttkamer. Das Ehepaar hatte vier Söhne und vier Töchter, darunter:
- Marie Rosalie Agnes Helene (* 16. Februar 1851) ⚭ 1876 Emil Fleck (* 13. Januar 1849; † 12. April 1911), Generalmajor

## Militärische Karriere
- 1822–1825: Zur Allgemeinen Kriegsschule kommandiert.
- 1826–1828: Lehrer an der Divisionsschule der 1. Garde-Division
- 1828–1831: Zum Topographischen Büro kommandiert
- 1834: Premierleutnant
- 1839–1840: Kompanieführer bei der Schulabteilung des Lehr-Infanterie-Bataillons
- 1840: Hauptmann und Chef der 10. Kompanie im 1. Garde-Regiment zu Fuß
- 1846: Kommandeur der Schulabteilung
- 1848: Major und Kommandeur der Unteroffiziersschule in Potsdam
- 1849: 2. Kommandeur des 1. Bataillons im 3. Garde-Landwehrregiment in Görlitz
- 1853: Zum Oberstleutnant befördert und – wegen starker Kurzsichtigkeit – aus dem aktiven Dienst ausgeschieden
- 1853: (November) Kommandant der Festung Silberberg im Landkreis Frankenstein (Schlesien)
- 1856: Direktor des Großen Militärwaisenhauses in Potsdam (für Jungen) und Schloss Pretzsch (für Mädchen)
- 1858: In das Gremium der 148 Wahlmänner der Stadt Potsdam gewählt, die die Stadtverordneten wählten
- 1861: Oberst
- 1866: Für vier Monate mit der Wahrnehmung der Geschäfte der Kommandantur von Potsdam betraut.
- 1869: 50. Dienstjubiläum
- 1870: Generalmajor
- 1879: Generalleutnant, 60. Dienstjubiläum, mit Glückwünschen des Kaisers
- 1881: Abschied mit der Pension eines Regimentskommandeurs

## Orden und Ehrenzeichen
- 1859: Roter Adlerorden IV. Klasse
- 1862: Roter Adlerorden III. Klasse mit Schleife
- 1865: Russischer Orden der Heiligen Anna II. Klasse
- 1871: Roter Adlerorden II. Klasse mit Eichenlaub
- 1876: Kronen-Orden II. Klasse mit Stern
- 1881: Stern zum Roten Adlerorden II. Klasse mit Eichenlaub